# Форвард (Еребру)
 БК «Форвард» (швед. Bollklubben Forward) — шведський футбольний клуб представляє місто Еребру.

## Історія
Клуб засновано 1934 року.
Востаннє клуб брав участь у змаганнях другого ешелону шведського футболу (Супереттан) у 2003 році. Тепер виступає в Дивізіоні 1 (3-й лізі Швеції).

## Досягнення
Супереттан: 15 місце (2003)

## Сезони
| Сезон | Рівень | Ліга       | Підгрупа           | Місце | Примітки              |
| ----- | ------ | ---------- | ------------------ | ----- | --------------------- |
| 1996  | 2      | Дивізіон 1 | Північ             | 13    | Вибув                 |
| 1997  | 3      | Дивізіон 2 | Західний Свеаланд  | 9     |                       |
| 1998  | 3      | Дивізіон 2 | Західний Свеаланд  | 3     |                       |
| 1999  | 3      | Дивізіон 2 | Західний Свеаланд  | 2     |                       |
| 2000  | 3      | Дивізіон 2 | Західний Свеаланд  | 1     |                       |
| 2001  | 3      | Дивізіон 2 | Західний Свеаланд  | 2     |                       |
| 2002  | 3      | Дивізіон 2 | Західний Свеаланд  | 1     | Підвищився            |
| 2003  | 2      | Супереттан |                    | 15    | Вибув                 |
| 2004  | 3      | Дивізіон 2 | Західний Свеаланд  | 3     |                       |
| 2005  | 3      | Дивізіон 2 | Північний Свеаланд | 3     | Підвищився            |
| 2006* | 3      | Дивізіон 1 | Північ             | 9     |                       |
| 2007  | 3      | Дивізіон 1 | Північ             | 5     |                       |
| 2008  | 3      | Дивізіон 1 | Північ             | 7     |                       |
| 2009  | 3      | Дивізіон 1 | Північ             | 9     |                       |
| 2010  | 3      | Дивізіон 1 | Північ             | 11    |                       |
| 2011  | 3      | Дивізіон 1 | Північ             | 5     |                       |
| 2012  | 3      | Дивізіон 1 | Північ             | 2     | Плей-оф на підвищення |
| 2013  | 3      | Дивізіон 1 | Північ             | 4     |                       |
| 2014  | 3      | Дивізіон 1 | Північ             | 6     |                       |
| 2015  | 3      | Дивізіон 1 | Північ             | 4     |                       |
| 2016  | 3      | Дивізіон 1 | Північ             | 12    | Вибув                 |
| 2017  | 4      | Дивізіон 2 | Північний Свеаланд | 1     | Підвищився            |
| 2018  | 3      | Дивізіон 1 | Північ             | 8     |                       |
| 2019  | 3      | Дивізіон 1 | Північ             | 16    | Вибув                 |
| 2020  | 4      | Дивізіон 2 | Південний Свеаланд | 3     |                       |
| 2021  | 4      | Дивізіон 2 | Південний Свеаланд |       |                       |